# Jan Stanislav Kolár
Jan Stanislav Kolár, narozený jako Jan Josef Kohn, též známý pod pseudonymem J. O. Ralk (11. května 1896, Praha – 30. října 1973, tamtéž) byl český scenárista, režisér, herec a filmový kritik.

## Život
Narodil se do rodiny židovského obchodního příručího Emila Kohna. Rodina posléze konvertovala ke křesťanské víře a přijala příjmení Kolár. Vystudoval gymnázium a dále také práva na pražské Karlově univerzitě. Jeho manželkou byla operní pěvkyně Máša Kolárová.

## Filmografie

### Herec
- Kdyby tisíc klarinetů – 1964
- Ikarie XB 1 – 1963
- Dařbuján a Pandrhola – 1959
- O věcech nadpřirozených – 1958
- Útěk ze stínu – 1958
- Psohlavci – 1955
- Rudá záře nad Kladnem – 1955
- Ještě svatba nebyla… – 1954
- Tajemství krve – 1953
- Haškovy povídky ze starého mocnářství – 1952
- Císařův pekař a pekařův císař – 1951
- Mikoláš Aleš – 1951
- Štika v rybníce – 1951
- Karhanova parta – 1950
- Past – 1950
- Přiznání – 1950
- V trestném území – 1950
- Dnes o půl jedenácté – 1949
- DS – 70 nevyjíždí – 1949
- Revoluční rok 1848 – 1949
- Daleká cesta – 1948
- Dvaasedmdesátka – 1948
- Až se vrátíš… – 1947
- Čapkovy povídky – 1947
- Křižovatka – 1947
- Parohy – 1947
- Podobizna – 1947
- Poslední mohykán – 1947
- Tři kamarádi – 1947
- Znamení kotvy – 1947
- Paní Morálka kráčí městem – 1939
- Klapzubova XI. – 1938
- Stříbrná oblaka – 1938
- Vyděrač – 1937
- Život vojenský – život veselý – 1934
- Její lékař – 1933
- S vyloučením veřejnosti – 1933
- Svatý Václav – 1929
- Osudné noci – 1928
- Řina – 1926
- Parnasie – 1925
- Maharadžovo potěšení – 1922
- Mrtví žijí – 1922
- Kříž u potoka – 1921
- Moderní Magdalena – 1921
- Otrávené světlo – 1921
- Zpěv zlata – 1920
- Akord smrti – 1919
- Dáma s malou nožkou – 1919
- Evin hřích – 1919
- Teddy by kouřil – 1919
- Učitel orientálních jazyků – 1918
- Polykarp aprovisuje – 1917
- Polykarpovo zimní dobrodružství – 1917

### Režisér
- Svatý Václav – 1929
- Řina – 1926
- Mrtví žijí – 1922
- Kříž u potoka – 1921
- Moderní Magdalena – 1921
- Otrávené světlo – 1921
- Příchozí z temnot – 1921
- Roztržené foto – 1921
- Zpěv zlata – 1920
- Akord smrti – 1919
- Dáma s malou nožkou – 1919
- Učitel orientálních jazyků – 1918
- Polykarp aprovisuje – 1917
- Polykarpovo zimní dobrodružství – 1917